# Вишгород
Ви́шгород — місто в Україні, адміністративний центр Вишгородського району Київської області. Розташоване на правому березі Дніпра. Північне передмістя Києва.
Перша згадка про існування Вишгорода датується 946 роком. Під цією датою у літописі «Повість минулих літ» він згадується як град княгині Ольги. В XI столітті тут були поховані князі Борис і Гліб — перші руські святі. З 1078 року, коли на княжіння у Вишгороді посів Ярополк Ізяславич, місто стає одним із удільних князівств підвладних Києву. У XIII столітті Вишгород вже був одним з найбільших міст Київської Русі, але 1240 року він був зруйнований ханом Батиєм і згодом перетворився на селище. Статус міста повернено 1968 року, після завершення будівництва Київської ГЕС. Станом на 1 січня 2016 року у Вишгороді проживало 27 825 осіб.

## Назва
Походження топоніму «Вишгород» пов'язують з ландшафтними та географічними особливостями міста: з підвищеним рельєфом місцевості, де засновано городище, тобто Вишгород — означає місто, замок або укріплення на високому місці, і з ситуацією розташування відносно Києва, тобто вище за течією Дніпра.

## Географія

### Розташування
Вишгород розташований на правому узбережжі Дніпра північного краю Київського плато, що є частиною Придніпровської височини, на відстані 18 км від міста Київ. На 2001 рік площа міста становила 8,7 км², загальна ж площа Вишгорода в межах населеного пункту становить 49,68 км². На заході та півдні його оточують хвойні ліси, на півночі — мішані, а на сході розташоване Київське водосховище. Разом з Київськими горами, він замикає величезний п'ятнадцятикілометровий амфітеатр дніпровської долини, обмежений високим схилом правого берега, що плавною дугою простягнувся від Вишгородської до Старокиївської гори.

### Рельєф і ґрунти
Території Вишгорода притаманний погорбований рельєф. Поверхня лісового пагорба, на якому сформувалось давнє місто, рівнинна, хвиляста, розчленована ярами та балками. Берегові схили Вишгородського пагорба і прилеглі до них збережені ділянки заплави Дніпра мають велику природну та історичну цінність.
На геологічному розрізі північного узбережжя зробленому зверху вниз можна простежити відклади четвертинного, неогенового і палеогенового періодів. В цих відкладах знаходяться дерново-підзолисті ґрунти (потужність 0,1—1,2 м), пісок, суглинок лесовидний сірувато-палевий (1—2 м), вишнево-червоні глини (3,0—5,8 м), пласти бурого вугілля (до 1 м) тощо. Також на території міста знаходяться поклади бурштину, які належать до прип'ятського басейну. Відомо, що він тут видобувався вже у XII столітті та використовувався майстрами при виробництві прикрас.

### Клімат
Клімат Вишгорода є помірно континентальним з м'якою зимою і теплим літом. Сумарна тривалість сонячного сяйва за рік становить 1927 годин, або 43 % можливої. Протягом року найбільша тривалість сонячного сяйва спостерігається у червні та липні (по 279 годин), найменша (39 годин) — у грудні.
Щороку в місті утворюється сніговий покрив, максимальна висота якого звичайно спостерігається в лютому. Тривалість періоду зі сніговим покривом становить близько 80 днів.
| Клімат Вишгорода        | Клімат Вишгорода | Клімат Вишгорода | Клімат Вишгорода | Клімат Вишгорода | Клімат Вишгорода | Клімат Вишгорода | Клімат Вишгорода | Клімат Вишгорода | Клімат Вишгорода | Клімат Вишгорода | Клімат Вишгорода | Клімат Вишгорода | Клімат Вишгорода |
| Показник                | Січ.             | Лют.             | Бер.             | Квіт.            | Трав.            | Черв.            | Лип.             | Серп.            | Вер.             | Жовт.            | Лист.            | Груд.            | Рік              |
| Середній максимум, °C   | −3               | −2               | 3                | 12               | 20               | 23               | 25               | 24               | 19               | 12               | 3                | −1               | 11               |
| Середня температура, °C | −5,6             | −4,2             | 0,7              | 8,7              | 15,1             | 18,2             | 19,3             | 18,6             | 13,9             | 8,1              | 2,1              | −2,3             | 7,7              |
| Середній мінімум, °C    | −9               | −8               | −3               | 3                | 10               | 13               | 15               | 14               | 9                | 4                | −1               | −5               | 2                |
| Норма опадів, мм        | 48               | 46               | 39               | 49               | 53               | 73               | 88               | 69               | 47               | 35               | 51               | 52               | 650              |
| ----------------------- | ---------------- | ---------------- | ---------------- | ---------------- | ---------------- | ---------------- | ---------------- | ---------------- | ---------------- | ---------------- | ---------------- | ---------------- | ---------------- |

### Рослинність

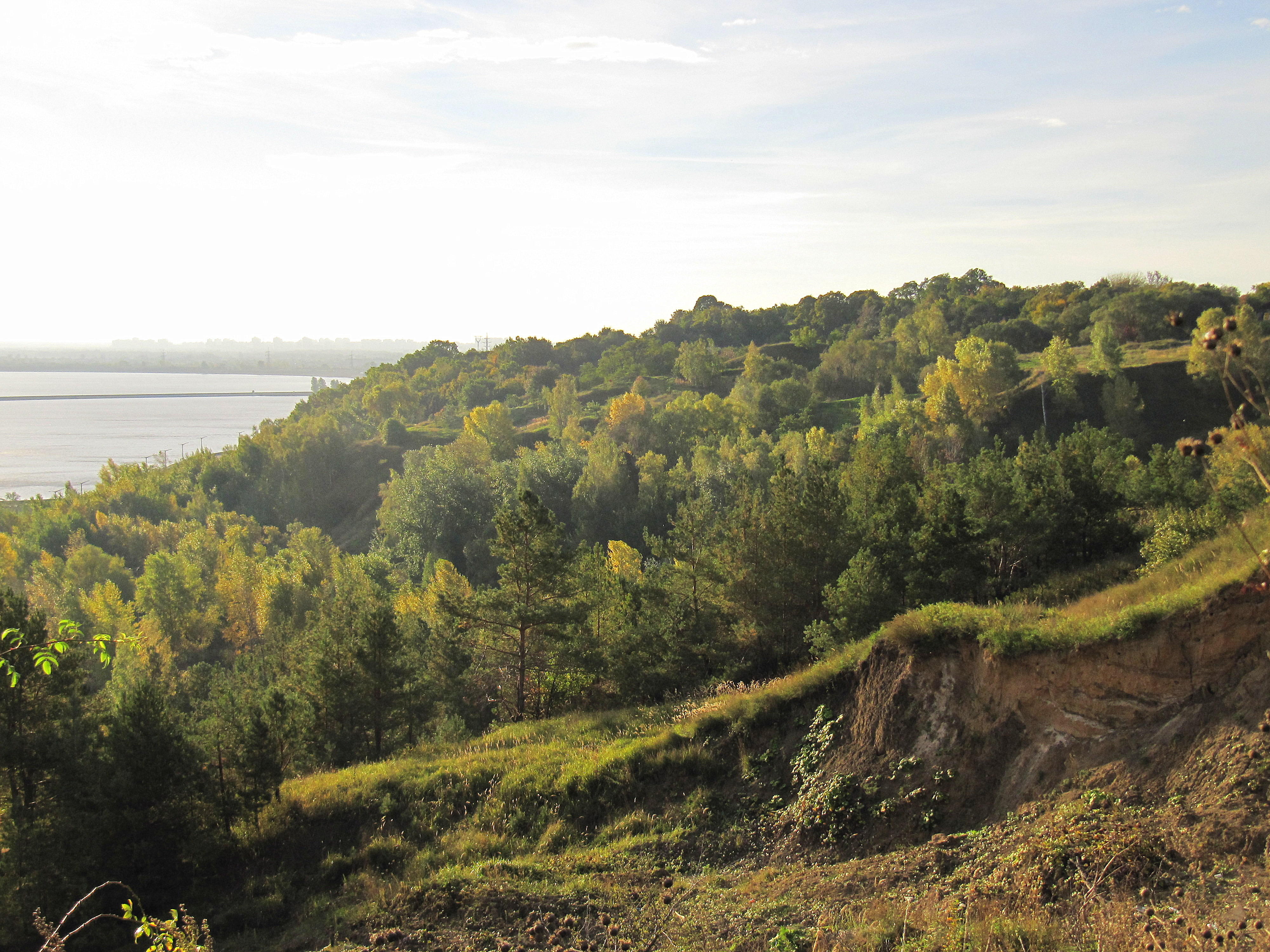
Частина природного заказника «Хвощ Великий»

Станом на 2010 рік, в околицях Вишгорода виявлено 20 рідкісних видів судинних рослин, з яких 8 включено до Червоної книги України (2009), а 12 видів належать до списку видів рекомендованих для взяття під охорону на території Київської області. Частина з цих видів, є надзвичайно рідкісними, тому їх порівняно чисельні популяції становлять цінність на державному рівні.
Тут знаходиться одна з небагатьох на Київщині великих популяцій хвоща великого. З ініціативи Київського еколого-культурного центру на невеличкому фрагменті підніжжя Вишгородських схилів в 1999 році було створено ботанічну пам'ятку природи місцевого значення «Хвощ великий», яка перебуває у віданні Вишгородської міської ради та займає площу 2 га. Зважаючи на те, що популяція хвоща великого зростає переважно за межами існуючої пам'ятки, науковці України протягом тривалого часу наполягають на необхідності розширити територію пам'ятки із включенням популяцій усіх рідкісних видів, створити ландшафтні заказники «Сільський яр» та «Горянський яр» на східній околиці Вишгорода, а також ботанічну пам'ятку природи «Орхідейна гірка» на узбережжі Дніпра. І неприпустимості забудови та засмічування вказаних територій. Але знищення пам'яток природи триває.

### Екологія
Вишгород знаходиться в IV зоні радіаційного забруднення. Радіаційна ситуація стабілізувалася в 1986–1988 роках і зараз змінюється повільно. На 2010 рік, на всій території Київської області, за винятком території зони відчуження і зони обов'язкового відселення, гамма-фон на поверхні ґрунту становить у середньому 10—25 мкР/годину, що істотно не перевищує доаварійні показники. Але в Вишгородському районі все ще реєструється перевищення вмісту радіонуклідів в дикорослих грибах (перевищення виявлено в 33 % проб), а також дикорослих ягодах (в 0,4 % проб) та м'ясі дичини (в 1,5 % проб).

## Історія

### Давня історія
Поселення на території Вишгорода виникли дуже давно — тут виявлено рештки неолітичного поселення (IV—III тис. до н. е.), кургани доби бронзи (II тис. до н. е.), поселення скіфського часу (VII—VI ст. до н. е.) та поселення сарматського часу. В урочищі Межигір'я знайдено скарб мідних прикрас з виїмчастими емалями (V—VII ст. н. е.).

### Середньовіччя

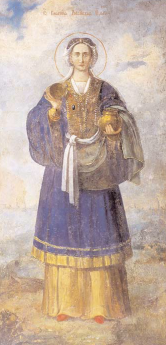
Княгиня Ольга. З розпису XVIII століття

За легендою, місто було засновано Хоривом — молодшим братом Кия, і спочатку мало назву Хоривиця, але згодом стало називатись Вишгород. Саме під таким ім'ям місто згадується у письмових творах, що дійшли до нашого часу. Першою такою згадкою є історико-географічний трактат «Про управління імперією» написаний в середині X століття Костянтином Багрянородним. В ньому, Костянтин називає Вишгород Вусеградом (грец. Βουσεγραδε), одним з-поміж інших міст Русі, що відправляють свої кораблі до Константинополя. Найранішою ж засвідченою у писемних джерелах датою існування Вишгорода є 946 рік. За цим роком місто згадується у літописних зведеннях «Повість минулих літ», складених ченцем Києво-Печерського монастиря Нестором на початку XII століття, як місто княгині Ольги («град Вользин»). Статус княжого міста залишається за Вишгородом і в подальші роки. На його зразок володимирським і смоленським князями були засновані фортеці — Боголюбово та Смядинь. Смядинь в одному з рукописів так і називають — «другий Вишгород».

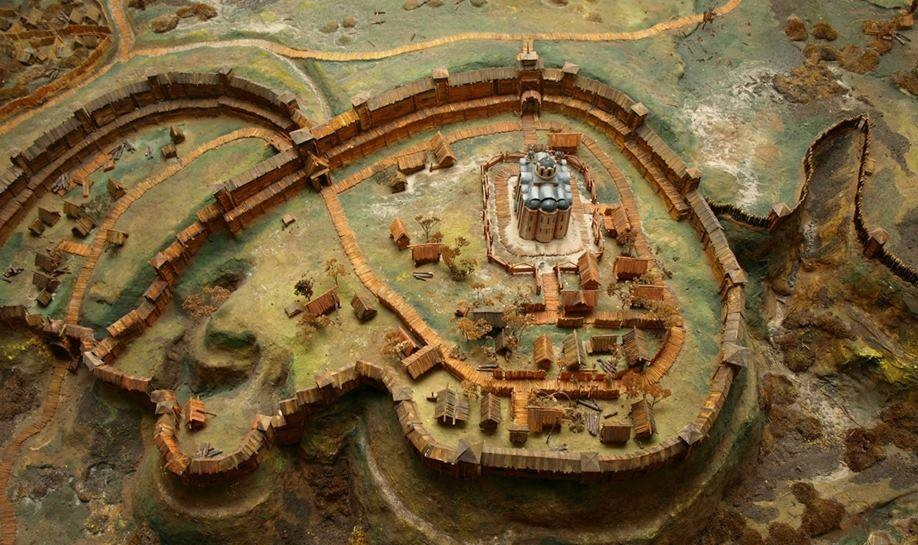
Загальний вигляд стародавнього Вишгорода. Реконструкція

Вишгород розташовувався за 15 км вище від Києва і гирла Десни, на високих пагорбах правого берега Дніпра, біля важливої переправи на торговельних шляхах. Він свідомо будувався як місто-фортеця, яке було оточене потужними дерево-земляними укріпленнями: валами, ровами, ескарпами. До міста вели три дороги: зі сходу — з долини Дніпра і перевозу; з півдня — з Києва; з півночі — з Поліського шляху. Вдале воєнно-стратегічне положення відносно Києва було однією з основних причин швидкого розвитку міста. Вишгород поступово ставав важливим елементом системи оборони давньоруської держави та значним осередком господарської діяльності.
Існує версія, що славнозвісна бібліотека Ярослава Мудрого зберігається на вишгородській землі. Цю бібліотеку засновано 1037 року. За словами літописця, Ярослав «насеял книжними словесьі сердца верных людей, а ми пожинаєм, ученье приемлюще книжное». Він не тільки сам читав «часто і в ночі і в дні», а й перекладав книжки з грецької на слов'янську. Після розповіді про користь книг йдеться про те, що «Ярослав же сей, якоже рекохом, любим бе книги, многи написав й положи в святой Софии церкви». Цим вичерпуються літописні джерела про славетну бібліотеку Ярослава Мудрого, або, як її краще називати, — Софіївського собору. Наприкінці свого життя Ярослав Мудрий через хворобу жив у літній резиденції — Вишгороді й, очевидно, міг передати частину своєї бібліотеки Межигірському монастирю, який розташовувався поблизу. На користь цієї версії свідчить той факт, що при Межигірському монастирі століттями існувала велика бібліотека. Сліди її були віднайдені начебто в 30-х роках XX ст., коли під час земляних робіт будівельники натрапили на «кам'яний мішок», у якому містились стародавні пергаментні рукописи в дерев'яних окладах. На жаль, цій знахідці тоді не було приділено належної уваги, і подальша її доля невідома.
Значний економічний розвиток міста підтверджують знахідки так званого «Кварталу металургів» з житлами та майстернями для виробництва: склоробного, ювелірного, ковальського, гончарного. 1078 року Вишгород уперше згаданий як столиця удільного князівства Київщини.

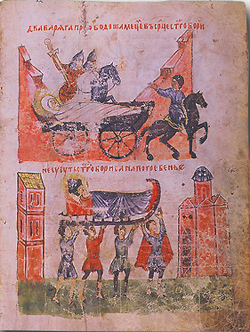
Поховання князя Бориса (внизу) у Вишгородській церкві святого Василія. Мініатюра з Сильвестрівського збірника, друга половина XIV століття

Особливого релігійного значення місто набуло після вбивства братів Бориса і Гліба, яке традиція приписує Святополку Володимировичу. Про них в середині XI століття написане «Сказання про Бориса і Гліба», а в 1071 році їх було остаточно канонізовано. Вони — помічники в битвах, їхнім ім'ям закликають до єдності Русі, до припинення міжусобних воєн, а 1072 року в Вишгороді відбувається з'їзд князів з нагоди церемонії перенесення мощей канонізованих братів до нової дерев'яної церкви. Зрештою, року 1112 князем Володимиром Мономахом було завершено будівництво незвичайно великого (900 м²) мурованого храму-мавзолею для увіковічення їх пам'яті, який було закладено ще у 1075 році чернігівським князем Святославом Ярославичем. І року 1115 мощі святих мучеників були перенесені до нього. На кошт Володимира Мономаха скриня з мощами святих була прикрашена сріблом та золотом, кришталем та коштовним камінням так вишукано, що про майстерність виконання захоплено розповідали навіть греки з Візантії.

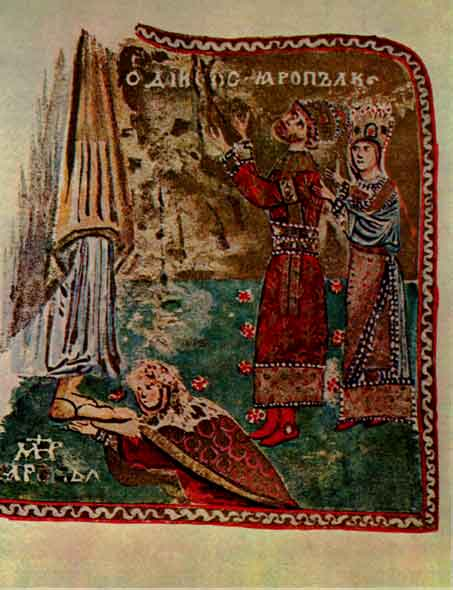
Ярополк Ізяславович з дружиною перед апостолом Петром. У ногах апостола Гертруда — мати Ярополка. Мініатюра з Псалтиря Гертруди, Х століття

З кінця XI — початку XII століття, місто стає значним економічним центром середньої Наддніпрянщини. Року 1077 Ярополк Ізяславович від свого батька, Великого князя Київського Ізяслава Ярославича, отримує Вишгородський стіл. В 1078 році Ярополк отримує титул князя і Вишгород стає центром удільного Вишгородського князівства підвладного Київським князям, та починає карбувати власну монету. У Вишгороді знаходились ставленики Великого князя Київського: Всеволод Мстиславич, В'ячеслав Володимирович та інші. Була тут і своя посадська влада — тисяцький, який здійснював і поєднував адміністративне керівництво, поліцейські функції та функції визиску. В той самий час будуються нові укріплення міста.
В середині XII століття міжусобні війни призводять до остаточного розпаду Київської Русі. Року 1169 за ініціативою Андрія Боголюбського була створена коаліція для походу на Київ. Вишгородський князь Давид Ростиславич приєднався до неї, і Вишгород став плацдармом для взяття Києва. Але невдовзі настає черга випробувань і для самого Вишгорода. Року 1173 він успішно витримує облогу суздальського війська зібраного тим же Андрієм Боголюбським.
У першій половині XIII століття площа дитинця Вишгорода становила 8 га, тут знаходився адміністративно-громадський центр та храм. Площа решти міста була понад 70 га, там розташовувалися житлові квартали та ремісничо-торговельний посад, де вироблялися та спродувалися ювелірні прикраси, зброя, скляні та гончарні вироби тощо. Таким чином Вишгород належав до найбільших міст Київської Русі, та був одним з культурних центрів того періоду. Року 1240 війська Монгольської імперії на чолі з чингізидом Батиєм у своєму поході на Східну Європу — захопили місто, а потім спустошили його.
З 1362 і до 1569 року Вишгород перебував у складі Великого князівства Литовського. Після монголо-татарської навали життя у місті поступово відроджувалося. Але у 1482 році Менґлі Ґерай на прохання Івана III здійснив похід на Київ в якому Вишгород було знов зруйновано. За даними польських дослідників (1880-ті), на тривалий час місто стало безлюдним.

### Новий час

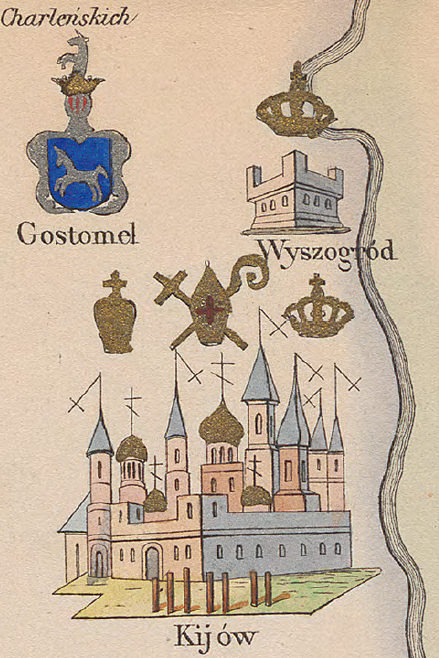
Вишгород (фортеця) поруч з Києвом і Гостомелем на мапі Зигмунда Герстмана

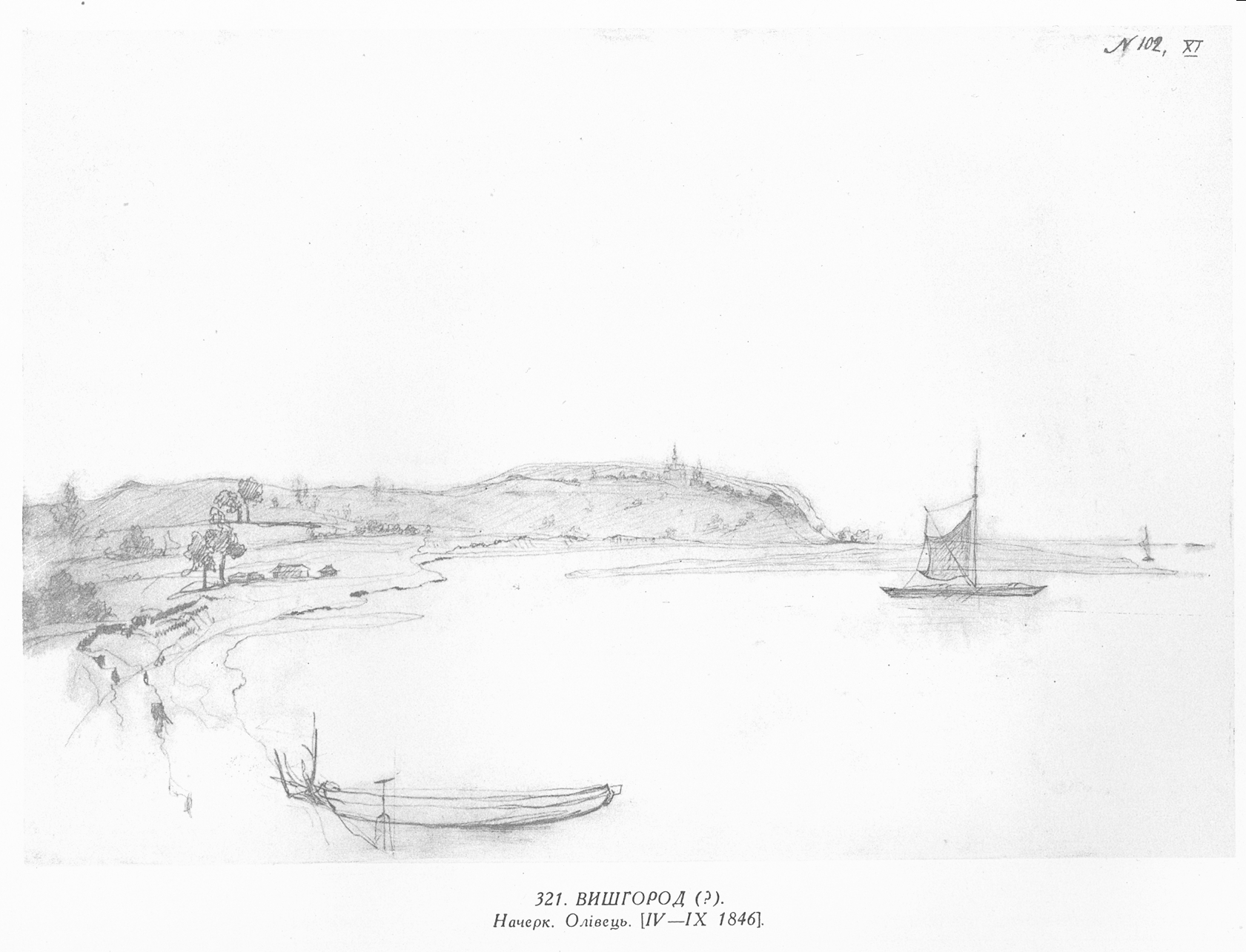
Начерк зроблений Т. Шевченком (1846)

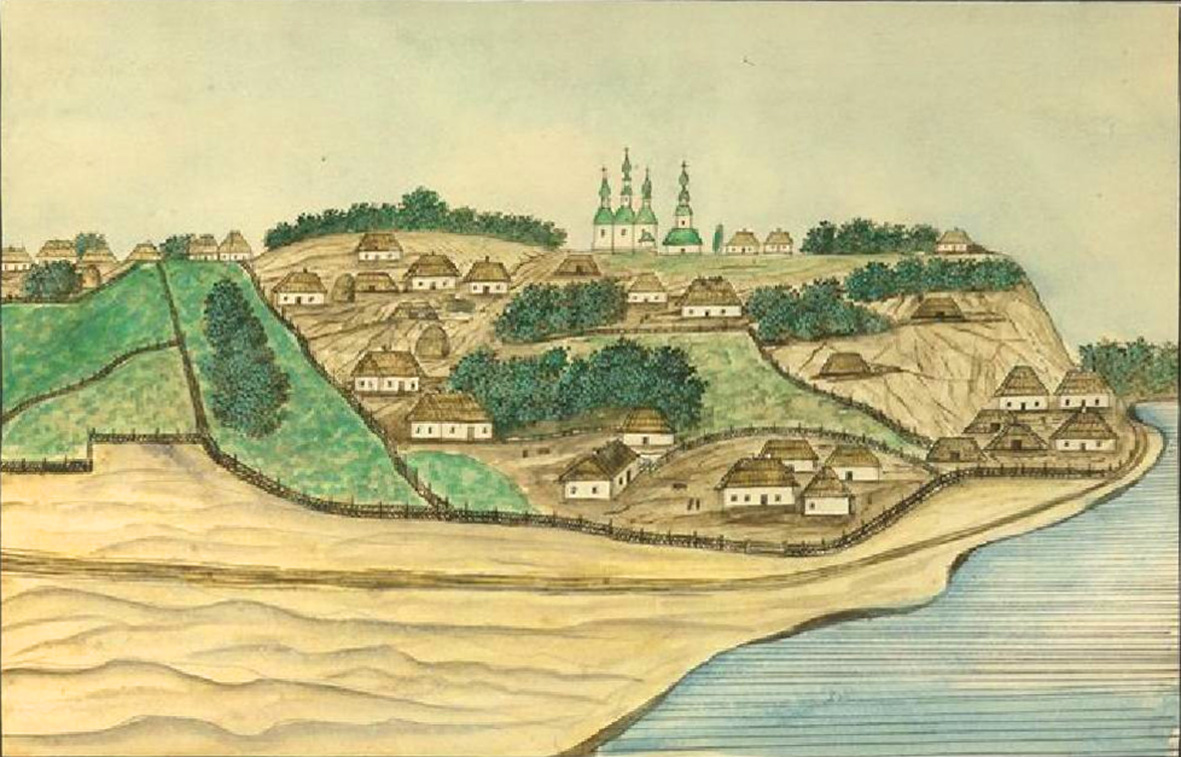
Де ля Фліз. Вишгород (1854)

Після Люблінської унії 1569 року Вишгород увійшов до складу Польщі. Його власником лишився Межигірський монастир, якому ці землі були приписані грамотою Сигізмунда I. 1571 року королівським привілеєм за заслуги перед Королівством Польським Межигірський монастир та Вишгород з околицями був наданий правом «доживоття» Євтихію Висоцькому — писарю коронної канцелярії «справ руських».
За даними Алессандро Ґваньїні, місто входило 1581 року до Мстиславльського воєводства (палатинату).
Року 1595 місто входить до складу королівських маєтностей і стає центром Вишгородського староства, на початку XVII століття польський король наказує відновити укріплення міста — вал і замок з вежами.
20-22 жовтня 1604 року коло Вишгорода переправлялося через Дніпро приватне українсько-польське військо яке 20 червня 1605 року захопило Москву.
Люстрації Київського воєводства 1616, 1618 і 1622 років називають місто «орендою при Києві». Після початку Визвольної війни 1648—1654 років тут формується Вишгородська сотня. Під час Московсько-польської війни 1654—1667 років Вишгород було спалено.
Року 1667 за умовами Андрусівського перемир'я спустошений Вишгород відходить до Московського царства. З того часу він майже не розвивається і лишається невеликим селищем. Під час секуляризації у 1787 році Вишгород переходить до державного фонду Київської губернії.
В XIX столітті Вишгород починає повільно розвиватись. Тут з'явились цегельні заводи, головною продукцією яких була вогнетривка цегла — «межигірка». Більшість робітників на заводах — із сусідніх губерній. У невеликій кількості працювали вишгородці та на Межигірській фаянсовій фабриці, яка діяла до 1885 року і була відома своїм якісним фаянсом, що поставлявся навіть на імператорський стіл. В той же період, а саме в 1843 і 1846 роках, тут побував видатний поет і художник Тарас Григорович Шевченко. Цей візит знайшов відображення в поемі «Чернець», де також згадується Межигірський монастир. Начерк місцевості олівцем, що він виконав під час останньої з цих поїздок, дає змогу уявити тогочасний Вишгород. В 1861–1863 роках за проєктом Костянтина Тона замість дерев'яної церкви будується невеликий мурований храм з дзвіницею, який існує до нашого часу.

### Новітній час

Містечко будівельників Київської ГЕС (1961)

На початку XX століття Вишгород разом з усією Україною пережив буремні роки Першої світової та Громадянської війни в Росії. Містом почергово володіли УНР, німецькі війська, Гетьманат, Директорія Симона Петлюри, армія Денікіна, військо Польське і, зрештою, більшовики. У дні післявоєнної паливної кризи 1920 року поблизу селища було закладено кілька вугільних шахт і розпочалась поступова відбудова. Згодом розпочалася колективізація, а невдовзі після неї Вишгород підданий терору голодом 1932—1933 років.
18 вересня 1941 року Вишгород захопили німецько-нацистські війська. З перших днів тут почав діяти рух Опору, який був зв'язаний з партизанським загоном «Перемога», що базувався в Вищедубечанському районі. У січні 1942 року членом підпільної групи стала 20-річна дівчина М. С. Гриненко. Вона збирала відомості про розташування ворожих військ, розповсюджувала листівки, переправляла в загін зброю, набої, продовольство. 12 серпня 1943 року під час перевезення чергової партії зброї її схопили та стратили. Партизанку було посмертно нагороджено медаллю «За бойові заслуги», її ім'ям названо одну з вулиць Вишгорода.
Восени 1943 року в район Вишгорода і Лютежа вийшли передові частини 1-го Українського фронту. 26 вересня 1943 року вони захопили плацдарм на правому березі Дніпра і вели жорстокі бої за його розширення. 19 жовтня 1943 року частини Червоної Армії відвоювали Вишгород, а 3 листопада розпочалася Київська наступальна операція. Як символ жахів тієї війни майже до кінця сторіччя стояла напівзруйнованою церква святих Бориса і Гліба, коли вкотре Вишгород став плацдармом для штурму Києва. На честь старшини Никифора Шолуденка, чий танк першим увійшов у Київ, згодом було названо одну з головних вулиць міста.
За час окупаційного режиму у Вишгороді 10 жителів села було вбито, а понад 40 юнаків і дівчат — відправлено на роботи до Німеччини; відступаючими німецькими силами — спалено амбулаторію, школу та 609 житлових будинків. За героїзм і мужність, виявлені у боротьбі проти нацистської Німеччини, 750 вишгородців були нагороджені орденами й медалями СРСР.
Нове життя місто отримало завдяки будівництву велетня гідроенергетики — Київської ГЕС, — однієї з найбільших на той час гідроелектростанцій Європи. Вишгород спочатку став комсомольським селищем енергетиків; 1962 року Вишгород отримує статус селища міського типу, 1968 — статус міста, а в 1973 році він стає центром Вишгородського району.

### Загинули внаслідок російського вторгнення в Україну
24 лютого 2022 року під час ракетного удару у Вишгороді загинув Горбатюк Петро Михайлович.

## Населення

### Демографія
Року 1686 при укладенні мирного договору між Московським царством та Річчю Посполитою, у вимогах згадується Вишгород. Після затяжної війни в ньому налічується лише дев'ять дворів та одна спустошена церква. Надалі, за часів Російської імперії, поселення значно збільшилось. У 1861 році населення Вишгорода вже становило 864 особи, а кожного літа кількість населення могла збільшуватись до 1350 осіб, завдяки робітникам, що працювали на місцевих цегельних фабриках. У 1900 році воно сягає 1595 осіб, на той час у селі діяли: одна церковнопарафіяльна школа, один фельдшер, три кузні та два цегляних заводи в яких працювало 310 робітників; всі працівники були захожі з Могильовської, Мінської та Чернігівської губерній. Згідно з переписом 1912 року, у Вишгороді налічувалося 331 селянське господарство, яким належало 1277 десятин землі. З них 6 господарств були безземельними, 31 господарство мало до однієї десятини землі, 113 господарств — від 1 до 3 десятин, 117 господарств — від 3 до 6 десятин кожне. Таким чином, основну масу селян становили бідняки. В той же час 16 заможних жителів села, які мали понад 10 десятин, зосередили у своїх руках 229 десятин землі.
З початком будівництва греблі у 1961 році до поселення починає прибувати багато молоді. Вишгород швидко зростає і з 1962 року стає селищем міського типу, а з січня 1968 року віднесений до категорії міст районного підпорядкування. Кількість мешканців на 1970 рік становить 11 159 осіб.
Після аварії на Чорнобильській АЕС у 1986 році, до міста були переселені сім'ї з тих населених пунктів, що опинилися у зоні ураження. Результатом цього був значний демографічний злет. У порівнянні переписів населення 1979 та 1989 років, кількість мешканців збільшилась на 47 %.
Слід зауважити, що частина жителів міста зареєстрована в навколишніх селах та місті Києві, тому кількість наявного населення дещо більша від офіційної, і на 2025 рік фактично становила близько 40 тисяч осіб.

### Національний склад
Національний склад населення за даними перепису 2001 року:
| Національність | Відсоток |
| -------------- | -------- |
| українці       | 83,33%   |
| росіяни        | 14,35%   |
| білоруси       | 1,01%    |
| вірмени        | 0,28%    |
| поляки         | 0,18%    |
| євреї          | 0,14%    |
| татари         | 0,13%    |
| німці          | 0,58%    |

### Мовний склад
Рідна мова населення за даними перепису 2001 року:
| Мова            | Чисельність, осіб | Відсоток |
| --------------- | ----------------- | -------- |
| Українська      | 17 665            | 77,25%   |
| Російська       | 5 056             | 22,11%   |
| Білоруська      | 62                | 0,27%    |
| Вірменська      | 34                | 0,15%    |
| Болгарська      | 3                 | 0,01%    |
| Польська        | 3                 | 0,01%    |
| Інші/Не вказали | 44                | 0,20%    |
| Разом           | 22 867            | 100%     |

## Релігія
Перший християнський однобаневий дерев'яний храм святого Василія у Вишгороді згадується 1015 року. Вишгород набув особливого релігійного значення та став центром паломництва вже невдовзі після хрещення Русі, враховуючи поховання та канонізацію тут перших руських святих — князів Бориса і Гліба.
Основною релігією міста є християнство. Після проголошення незалежності України релігійне значення міста поступово відроджується. 1994 року було відновлено церкву святих Бориса і Гліба, зруйновану ще під час Другої світової війни. 12 жовтня 2012 року місту передали точну копію Вишгородської ікони Божої Матері, яку Андрій Боголюбський вивіз з Вишгорода до Владимира у 1155 році. З 2009 року в місті щорічно проходить фестиваль «Вишгородська Покрова».
Сьогодні Вишгород є центром парафій Православної церкви України, Української православної церкви Московського патріархату та Української греко-католицької церкви. Крім того, у місті діють протестантські громади Євангельських християн баптистів, Адвентистів сьомого дня, свідків Єгови, та християн віри євангельської (пятидесятників).

### Християнство

#### Православна церква
Храм святих Бориса та Гліба (ПЦУ)

#### Грекокатолицька церква
Собор Вишгородської Богородиці (УГКЦ)

#### Протестантизм
Церква Бога Живого, а також зібрання для релігійних обрядів по домівках вірян.

## Органи влади
Органи місцевого самоврядування Вишгорода очолює міський голова (мер) та Виконавчий комітет (Виконком), який складається з сімнадцяти членів. Мером міста обраний Момот Олексій Вікторович (2015). В місті також розташована Вишгородська районна державна адміністрація та Вишгородська районна рада.
До складу Вишгородської міської ради входять 34 депутатів, що обираються громадою міста строком на 5 років. У місцевих виборах 25 жовтня 2015 року взяли участь 12403 осіб — 53,8 % від загальної кількості виборців міста. За результатами голосування у Вишгородській міській раді представлені 8 політичних сил:
| Політична партія                                                             | Кількість депутатів |
| ---------------------------------------------------------------------------- | ------------------- |
| «Блок Петра Порошенка «Солідарність»»                                        | 9                   |
| «Воля»                                                                       | 7                   |
| «Радикальна партія Олега Ляшка»                                              | 5                   |
| «Партія «Об'єднання „Самопоміч“»»                                            | 4                   |
| «Всеукраїнське об'єднання «Свобода»»                                         | 3                   |
| «Наш край»                                                                   | 2                   |
| «Всеукраїнське об'єднання «Батьківщина»»                                     | 2                   |
| «Українська партія честі, боротьби з корупцією та організованою злочинністю» | 2                   |

## Економіка

### Промисловість
Місто Вишгород має високорозвинений промисловий комплекс, основу якого складають понад 200 великих та середніх підприємств, що забезпечує майже 76,0 % надходжень до бюджетів усіх рівнів. Промисловий комплекс міста протягом останніх років розвивається, нарощуючи обсяги виробництва, хоча після 2008 року на показники значно вплинула світова фінансова криза. За 2010 рік підприємствами міста реалізовано продукції та послуг на суму понад 5 млрд гривень. Основними підприємствами Вишгорода є:
- ВАТ «Укргідроенерго» — створено у 2004 році, найбільша гідроелектрогенеруюча компанія України;
- ТОВ «Хенкель-Баутехнік (Україна)» — відкрито 1999 року, один з найбільших хімічних концернів Європи;
- ТОВ «Кен-Пак (Україна)» — відкрито у жовтні 2003 року, один з найбільших виробників алюмінієвих банок в Центральній та Східній Європі;
- ТОВ «Технооптторг-центр» — український дилер заводів-виробників шин;
- ТОВ «Київська енергетична будівельна компанія» — створено в березні 1993 року, виконання електромонтажних робіт;
- ТОВ "Підприємство «Пластик Карта» — найбільший виробник пластикових карток в Україні;
- ПП «Авентин» — виробництво плівки, пакетів та гнучкого пакування;
- ТОВ "НВП «Будтехносервіс» — монтаж систем опалення і загальнобудівельні роботи;
- ТОВ «Транспортні мережі» — транспортні послуги;
- ТОВ «Авто-Лайн» — пасажирські перевезення;
- ТОВ «Карат-Ліфткомплект» — виробництво ліфтів та ліфтового обладнання.

### Торгівля
Обсяг роздрібного товарообороту за всіма каналами реалізації у 2010 році склав 300 млн грн. На 2011 рік мережа підприємств торгівлі міста складала: продовольчих магазинів — 18, непродовольчих магазинів — 63, підприємств ресторанного господарства — 17, аптек — 12. Оптова торгівля в місті на 2011 рік складала 11 підприємств: продовольче — 1, непродовольчих — 10.

## Транспорт
Вишгород має розвинену сітку дорожнього покриття, яка на 2010 рік складалась з 23 одиниць шляхів загальною площею 1700 тис. м², а саме: з асфальтобетонним покриттям — 1100 тис. м², із щебеневим покриттям — 100 тис. м², із цементобетонним — 400 тис. м², ґрунтовим — 100 тис. м². Станом на 2010 рік протяжність вулично-шляхової мережі міста становила 67,72 км, у тому числі 46,75 км з твердим покриттям, з них вулиці та дороги місцевого значення становили 55,72 км. Обслуговування доріг здійснюється підприємствами комунальної власності міста. Капітальний ремонт та будівництво доріг проводиться підприємствами державної та приватної власності. В період 2008–2012 років в місті діяла програма реконструкції та будівництва доріг та монтажу вуличного освітлення.
У 2010 році на колишній промисловій неелектрифікованій залізничній гілці було відкрито міжміський маршрут дизель-поїзда, з зупинками Вишгород — Почайна. У 2011 році на шляху поїзда була проведена реконструкція, під час якої було оновлено залізничне полотно, а також зведений пасажирський перон. Загальна вартість робіт склала близько 40 млн грн. 1 червня 2012 року «Укрзалізниця» скасувала маршрут.
Станом на 2012 рік в місті перевезення пасажирів здійснюють 2 юридичні особи — ТОВ «Димерське АТП» та ТОВ «Авто Лайн». Автобусні маршрути забезпечують транспортне сполучення Вишгород — Київ, а також з селами та селищами району. Діє внутрішньоміський маршрут.
Через Вишгород проходить автомобільний шлях регіонального значення Р02 та автошлях територіального значення Т 1001. Магістральні вулиці та дороги загальнодержавного значення становлять 7 км, магістральні вулиці та дороги районного значення 5 км.

## Соціальна сфера

### Освіта
У Вишгороді знаходяться чотири навчальних заклади для отримання базової та повної середньої освіти, а саме: середня загальноосвітня школа, районна гімназія «Інтелект», технічний ліцей НТУУ «КПІ» і спеціалізована школа з поглибленим вивченням іноземних мов та інформатики «Сузір'я». У комунальній власності міста перебувають чотири дошкільних навчальних закладів: «Сонечко», «Ластівка», «Чебурашка», «Золотий ключик». Також в місті працює Вишгородський міський центр художньо-естетичної творчості учнівської молоді «Джерело» і навчально-реабілітаційний центр «Надія».

### Охорона здоров'я

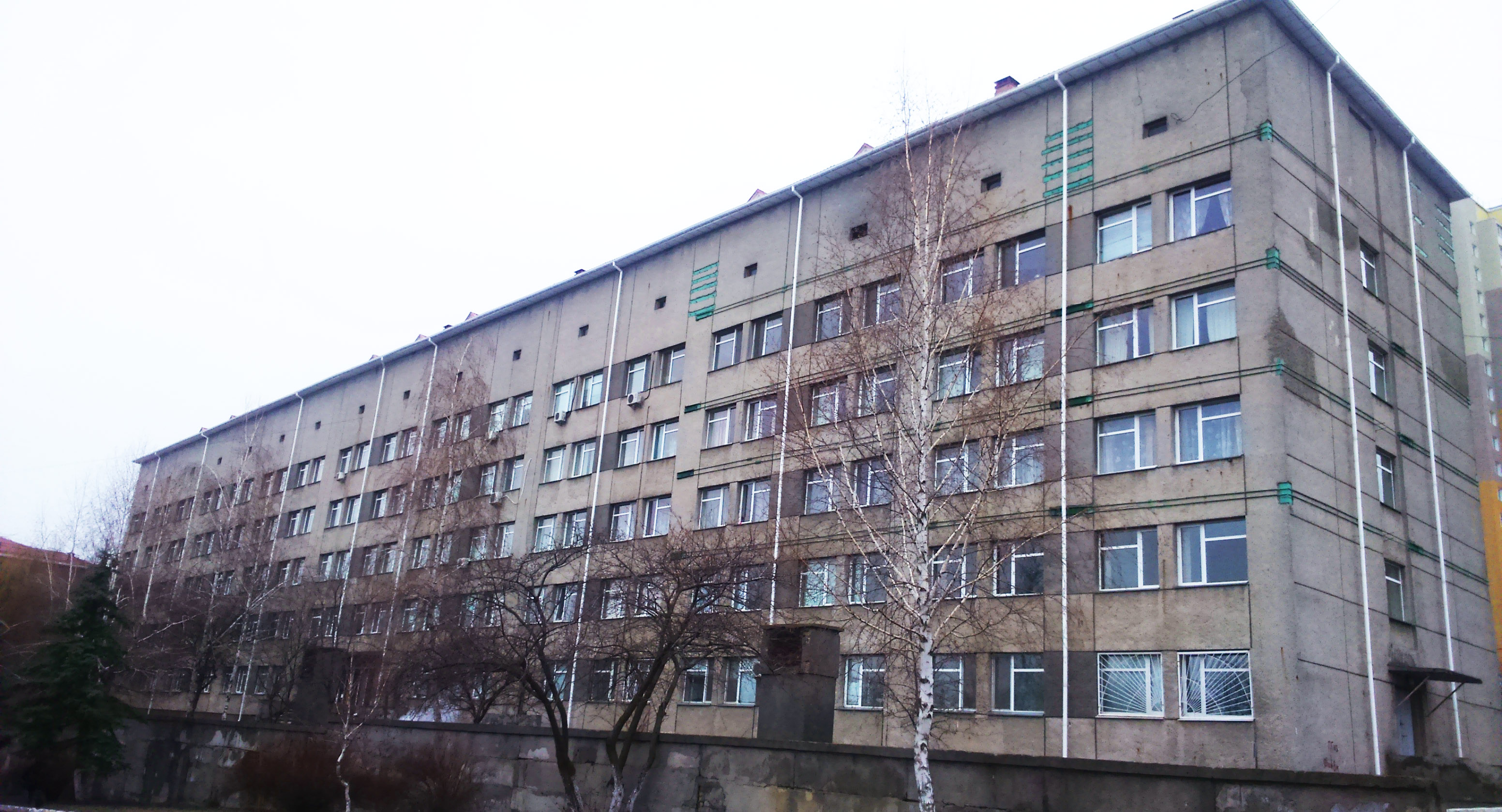
КЗ «Вишгородська центральна районна лікарня»

У Вишгороді працює центральна районна поліклініка, яка розпочала свою діяльність у 1983 році та має у своєму складі стаціонарне та поліклінічне відділення. При поліклініці функціонує кабінет профілактики, де можна пройти профілактичні огляди при влаштуванні на роботу, на проведення щеплень, отримати медичні довідки водія та на володіння зброєю. На 2012 рік стаціонарне відділення лікарні налічувало:
- терапевтичне відділення — розраховане на 80 ліжок, із них терапія — 30 ліжок, кардіологія — 30, неврологія — 20;
- хірургічне відділення — розраховане на 40 ліжок, 20 ліжок травматологічних і 5 ЛОР-ліжок. Також у відділенні є палати підвищеної комфортності;
- акушерсько-гінекологічне відділення — розраховане на 30 ліжок. Відділення має 14 палат, з яких 2 палати для вагітних жінок та 12 палат для сумісного перебування, також є одно- та двомісні палати;
- дитяче відділення;
- відділення анестезіології та інтенсивної терапії — відкрите 30 березня 1993 року, налічує 12 ліжок;
- рентгенологічне відділення;
- відділення швидкої та невідкладної допомоги — має лікарські та фельдшерські бригади, які обслуговують населення Вишгорода та приписних дільниць у селах Осещина, Хотянівка, Новосілки, а також за потреби проводяться виїзди до інших населених пунктів району.

## Культура

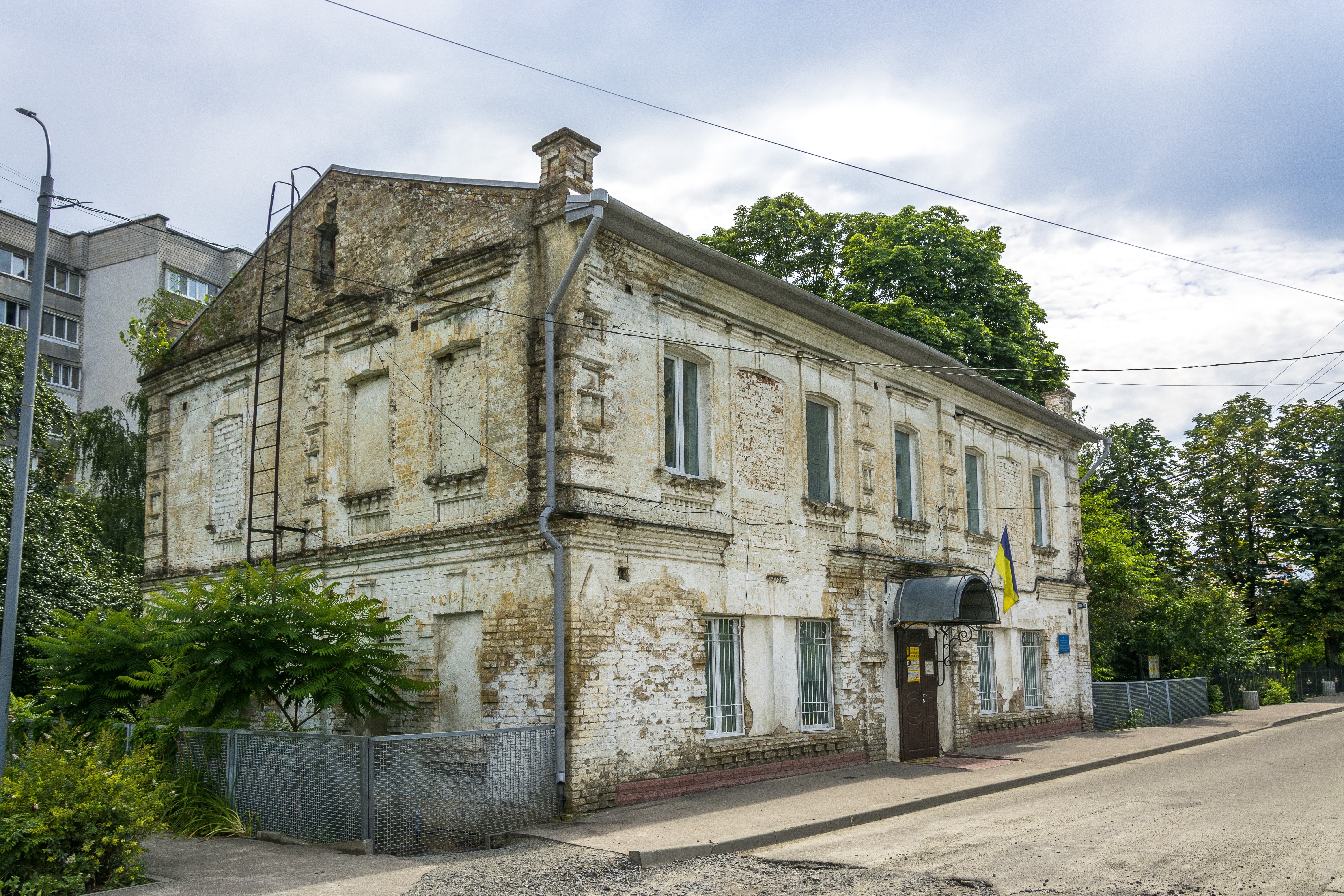
Будинок Клюкви, Вишгород

### Музеї
1994 року, згідно з Указом Президента України та Постановою Кабміну України, у Вишгороді засновано Вишгородський державний історико-культурний заповідник. Мета якого — збереження пам'яток історії, археології та культури. При ньому було створено археологічну виставку стародавнього Вишгорода, музей гончарства та історичний музей.

### Архітектура та пам'ятки
Вишгород будувався у другій половині XX століття і його архітектура є типовою для радянського міста, але не одноманітною. Радянські архітектурні експерименти в плануванні будівель, будинків та кварталів широко застосовувалися по всій його території. У місті є лише кілька будинків, збудованих у час існування Російської імперії. Один з них відомий як будинок «Клюкви». Також збереглись будівлі земської школи (дер.) та будинку вчителів (мур.) (1903 р.), споруда школи (1905 р.)
Найважливішими пам'ятками міста є його історичний ландшафт та городище давньоруського Вишгорода, яке внесено до пам'яток національного значення. Головною ж архітектурною пам'яткою міста є церква Бориса і Гліба, що була зведена у 1863 році на місці стародавнього Вишгородського храму.

#### Городище

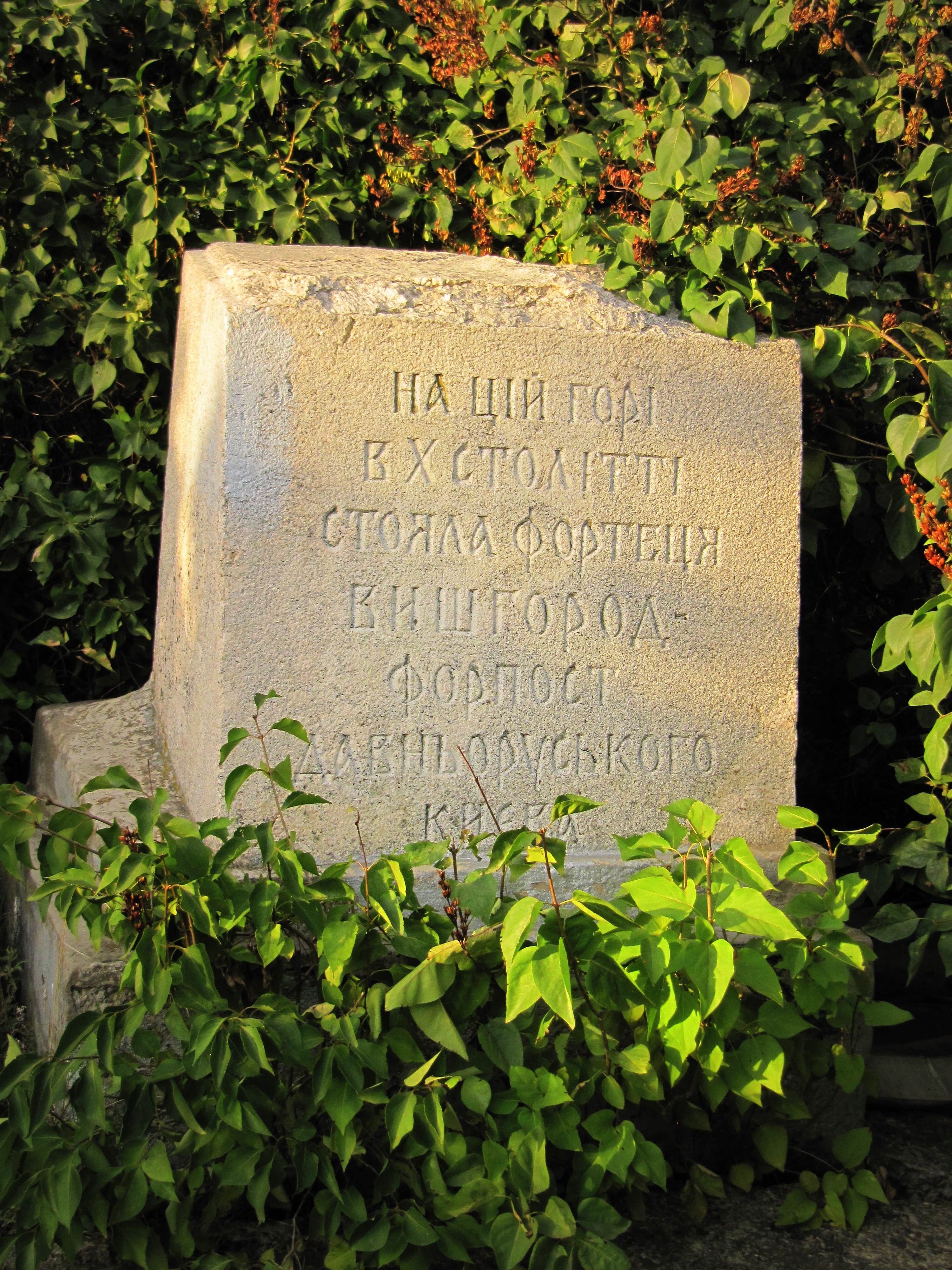
Пам'ятний камінь на честь літописного Вишгорода.

Структура літописного міста Вишгород, а в наступні часи села Вишгород, була збережена протягом століть, але зазнала радикальних змін в 1960–1970 роках з початком будівництва Київської ГЕС. Результатом розвитку міста стало формування нової за своїми забудовою і розплануванням частини міста та її різке розмежування з його історичною частиною. Давній центр міста опинився на периферії сучасного Вишгорода і поза сферою його активного розвитку. Але тим самим були збережені його пам'ятки, давнє розпланування, стара забудова, цілісність історичного середовища і своєрідність ландшафту. Давньоруське городище та археологічний культурний шар колишніх посадів дуже тісно пов'язані з добре збереженою структурою і природними особливостями найдавнішої частини міста. В наш час вона дає уявлення як про оборонну систему літописного міста, так і про його розпланування.
Перші археологічні роботи на території городища були проведені у 20-х роках XIX століття, тоді були досліджені лише залишки середньовічного храму. Невеликі дослідження також були проведені перед будівництвом нової кам'яної церкви Бориса і Гліба у 1860 році. У 1874 році під час роботи III Археологічного з'їзду в Києві, знов проводились розкопи фундаменту стародавнього храму. Над одним з таких фрагментів був встановлений скляний павільйон, і його можна побачити сьогодні біля сучасної церкви святих Бориса і Гліба.

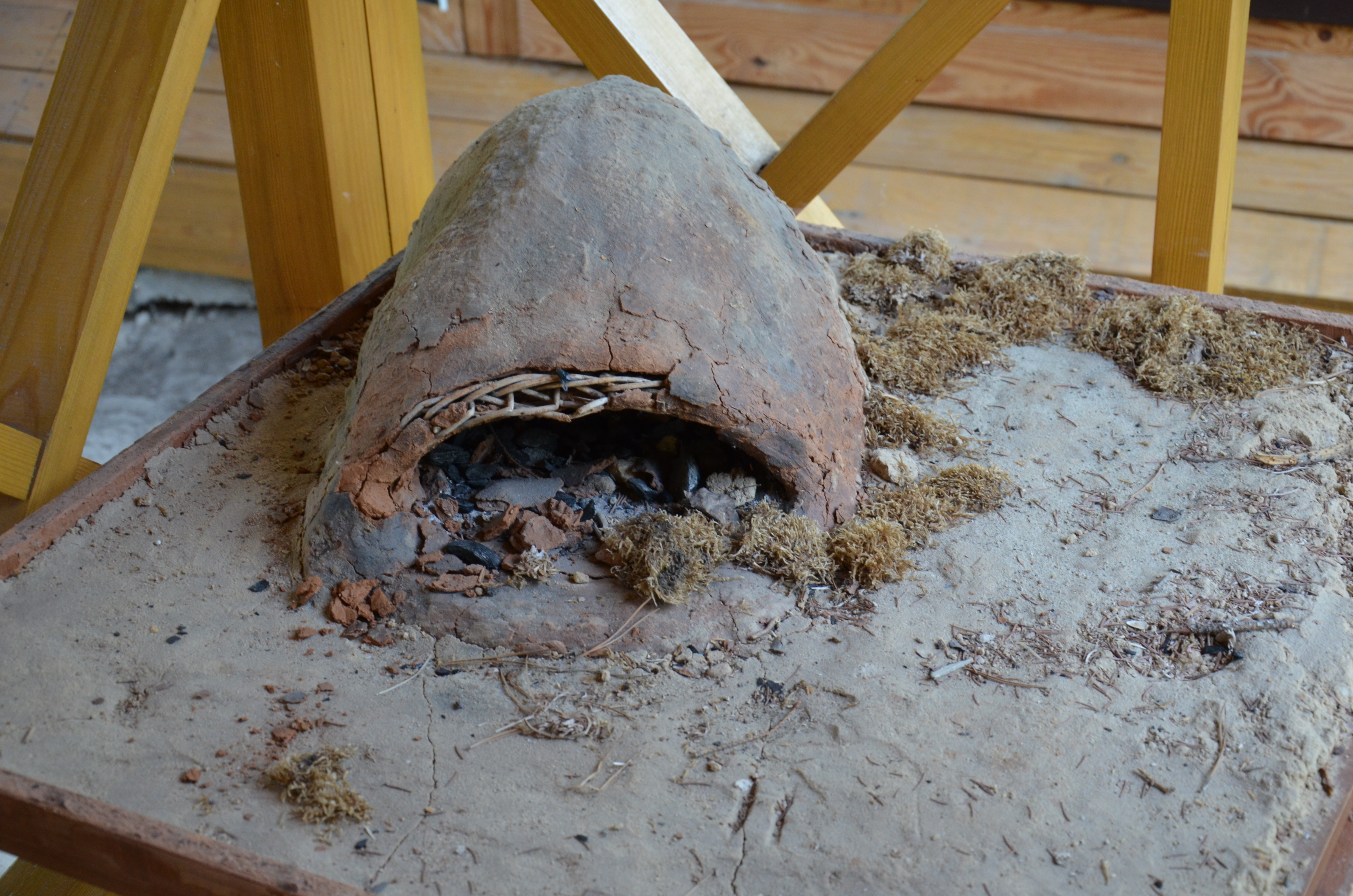
Піч гончарна в музеї гончарства

В радянські часи археологічними дослідженнями Вишгородського городища займалися Павло Раппопорт, Василь Довженок, Михайло Каргер, Борис Рибаков. Під час тих робіт був зроблений зріз оборонного валу, розкопані 10 поховань на Вишгородських некрополях, досліджено понад 40 житлових та господарських будівель і близько 30 — виробничих. В наш час дослідження продовжуються, археологічні знахідки та раритетні експонати можна побачити в експозиційних залах Археологічної виставки «Давній Вишгород» та у Вишгородському історичному музею. У 1934–1937 та 1947 роках в південній частині городища були знайдені залишки 13 двоярусних гончарних горнів XII століття, розташованих у два ряди повздовж південно-західного рову дитинця. Ще декілька були знайдені з початком забудови міста у другій половині XX століття. На сьогодні залишився лише один з таких горнів, який можна побачити у зведеному навколо нього Вишгородському музею гончарства.

## Пам'ятки архітектури

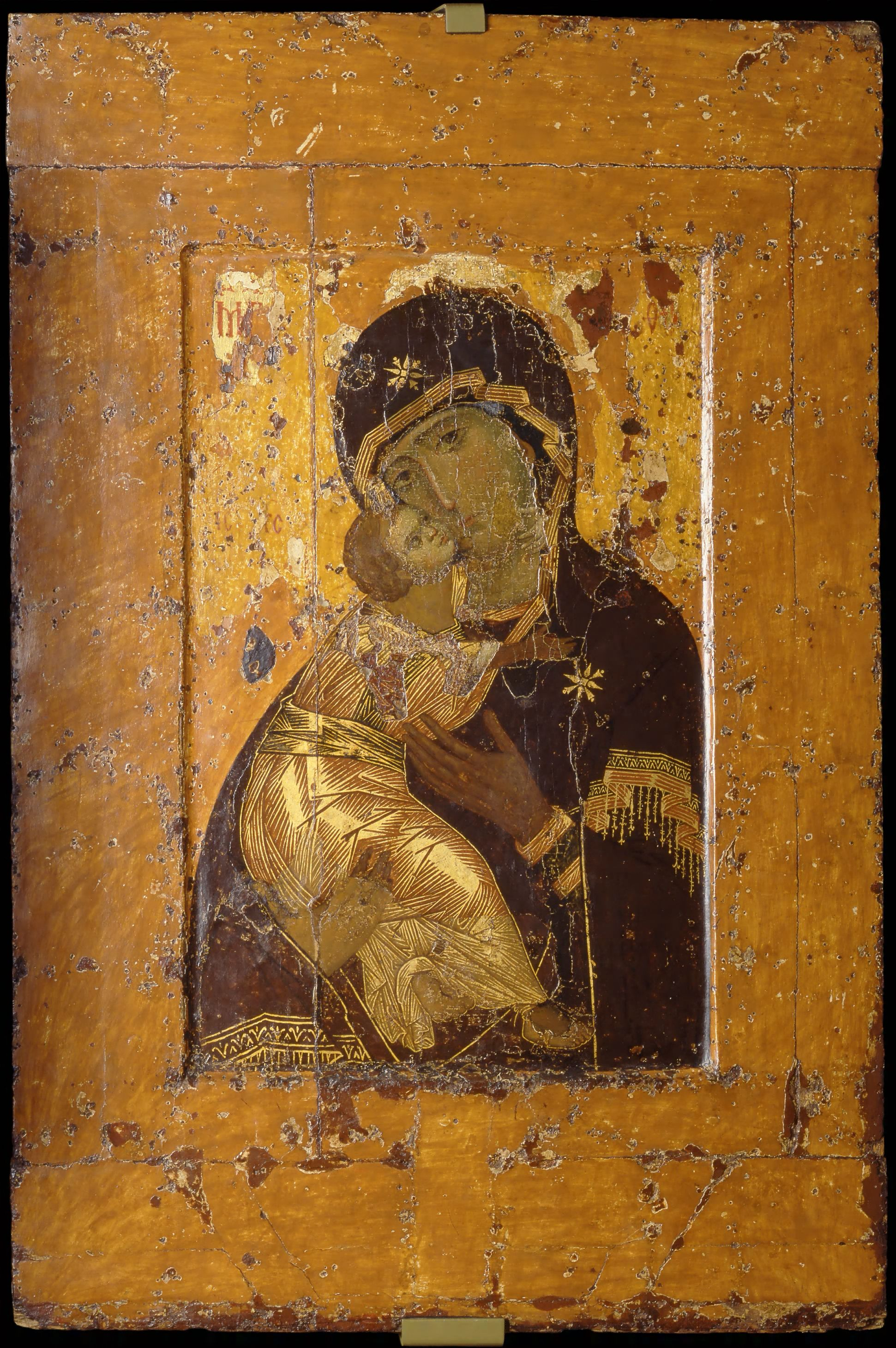
Вишгородська ікона Божої Матері. Перша половина XII століття

1.Борисоглібська церква. 1861-63 рр. побудови. Зведена зусиллями священника Михайла Сікачінського, на основі типового проєкту № 8 архітектора Костянтина Тона. Стоїть на фундаментах давньоруського Борисоглібського храму 1076—1115 років побудови. Пам'ятка архітектури місцевого значення № 55-кв.

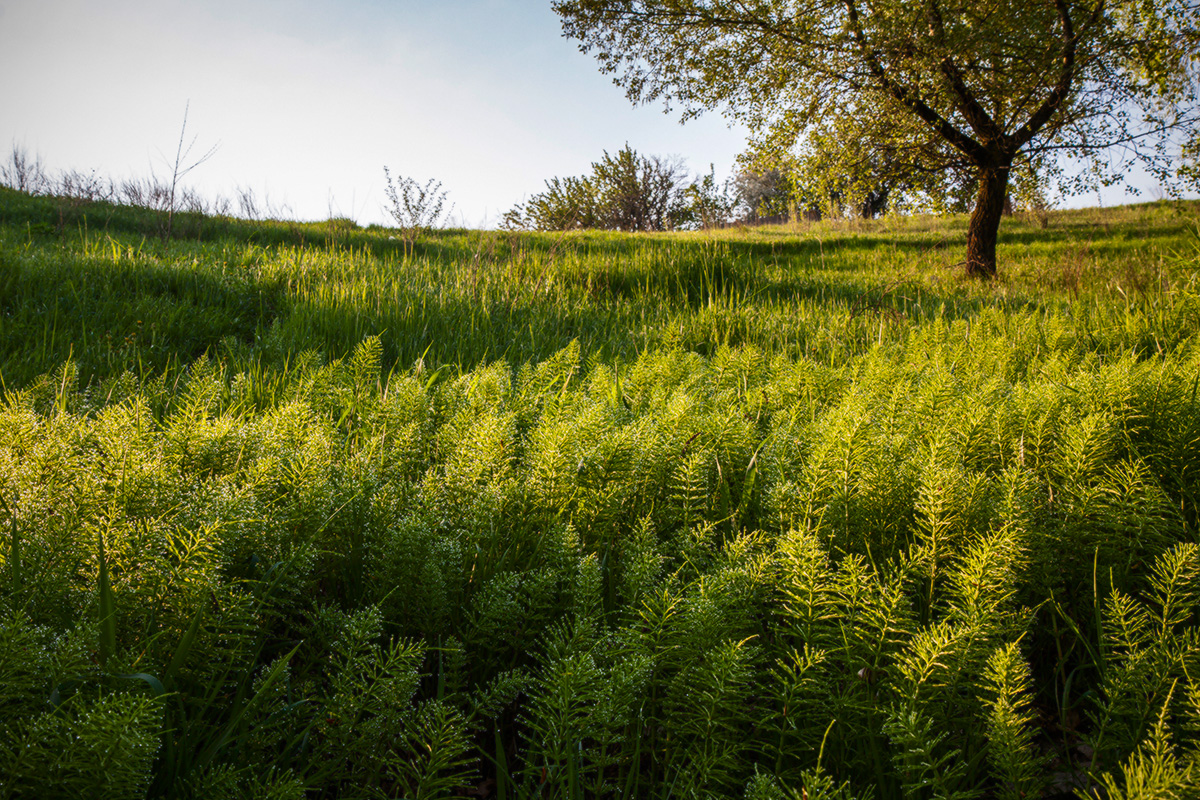
«Хвощ великий»

3.Будинок Шкільного («Клюкви»). Збудований у 1905 році міщанином Іваном Шкільним. Зараз тут розташований Вишгородський історико-культурний заповідник. Щойновиявлений об'єкт культурної спадщини за видом — архітектура.
4. Приходське двокласне земське трикомплектне училище. Збудоване земством у 1905 році. Пам'ятка архітектури місцевого значення № 5993-Ко.

## Природоохоронні території
- Ботанічна пам'ятка природи «Хвощ великий». Біля міста є одна з небагатьох на Київщині великих популяцій хвоща великого, що занесений до Червоної книги України.
- «Пташиний рай» — регіональний ландшафтний парк.

## Спорт

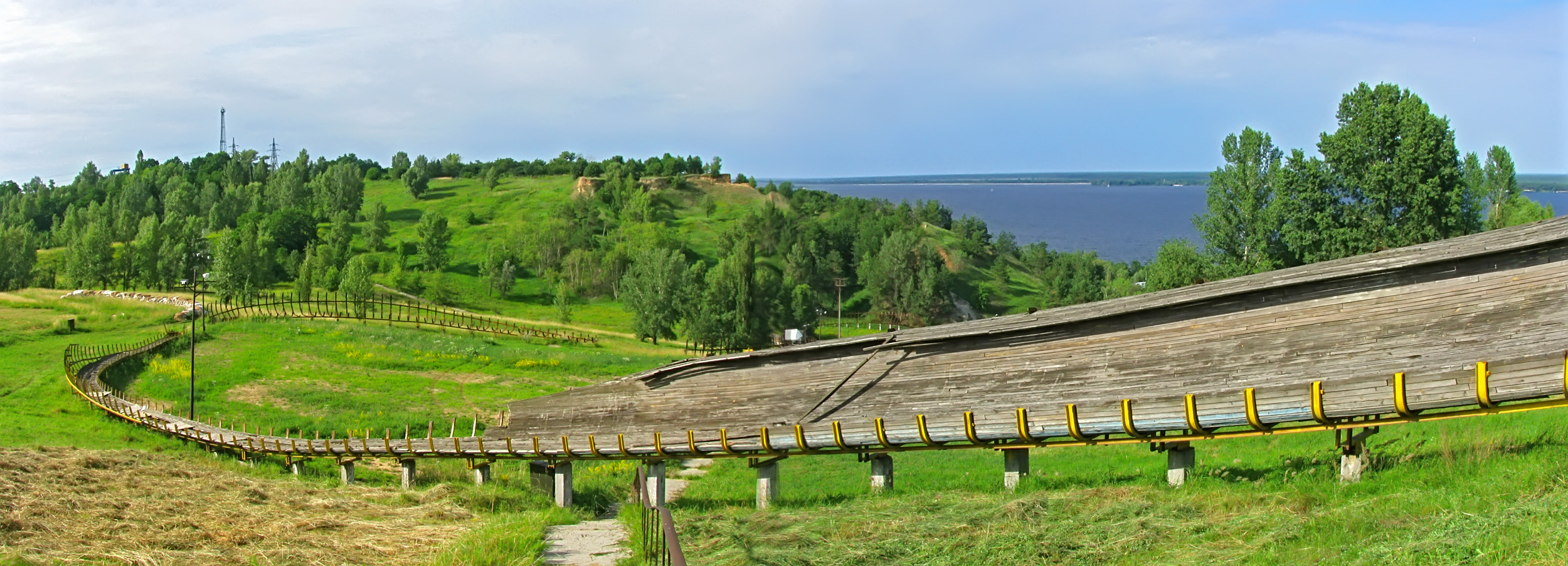
Закинута санна траса, Вишгород

Спорт у Вишгороді почав активно розвиватися з моменту завершення будівництва Київської ГЕС у 1964 році. За декілька років були збудовані стадіони, хокейний та баскетбольний майданчики, футзал, дитячо-юнацька спортивна школа тощо. Літні Олімпійські ігри 1980 стали поштовхом для будівництва санної траси, яка була занедбана після розпаду СРСР і досі не функціонує.
На сьогодні в місті діє яхт-клуб «Енергетик». На футбольній арені місто представляють міський футбольний клуб «Чайка» та аматорський футбольний клуб «Діназ». Взимку працював гірськолижний курорт "Вишгора" (з 2020 року не працює).
З 2011 року місто було одним з організаторів перегонів «Формула-1 H2O». Змагання проходило на Київському морі в акваторії аванпорту.
В 2022 році у Вишгороді з'явився петанк-клуб "Аптаун", який проводить свої тренування на базі Вишгородської гімназії "Інтелект" та на території готельного комплексу "Вишеград".

## Засоби масової інформації

### Телебачення та радіомовлення
Станом на 2012 рік у Вишгороді діють 3 приватні телерадіокомпанії: ТРК «ВишеГрад» (з 2007 року), ТРК «Ультра ЛТД» та ТРК «946» — які ведуть своє мовлення тільки на територію міста. Із загальноукраїнських каналів — Вишгород найкраще покривається телесигналами державного каналу УТ-1 і комерційних «1+1», «Інтер», «Новий», «Україна».
Місто має власну радіоорганізацію, що веде мовлення на територію всього району. Вишгородська радіостанція є комунальним засобом масової інформації, і функціонує з метою інформаційного забезпечення населення Вишгородського району, поширення офіційних повідомлень органів державної, обласної влади та місцевого самоврядування, роз'яснення рішень органів законодавчої, виконавчої та судової влади; оперативного інформування радіослухачів про надзвичайні події та ситуації, що становлять загрозу життю чи здоров'ю населення. Радіопередачі виходять в ефір по вівторках і четвергах з 6:30 до 6:45, і по неділях з 14:00 до 15:00.

### Друковані ЗМІ
З 4 листопада 1995 року, у місті друкується газета Вишгородської міської ради «Вишгород». Вона виходить щосуботи, 1 раз на тиждень. Дизайн розроблено у кольорах прапора міста — червоний, чорний, білий і жовтий. Газету передплачують вишгородці та мешканці усіх населених пунктів Вишгородського району, громадські організації, обласні штаби різних партій і об'єднань, певну кількість отримують провідні бібліотеки Києва. Також, з 1973 року в місті видається районна щотижнева газета «Слово», засновниками якої є Вишгородська райдержадміністрація та районна рада. Ці газети видаються українською мовою, регулярний тираж на 2011 рік становив близько 9200 примірників.

## Відомі люди
- Арсієнко Руслан Леонідович (1979—2016) — старший сержант Збройних сил України, учасник російсько-української війни.
- Дробаха Олександр Іванович — український письменник, громадський діяч, просвітник, публіцист, краєзнавець. Основну частину життя проживав у Вишгороді;
- Копус Олександр Олегович (1999—2022) — старший солдат Збройних Сил України, учасник російсько-української війни.
- Поташник Семен Ізраїльович — промисловий діяч, політик, член колеґії Міністерства палива та енергетики України. Більшу частину свого життя проживав і працював у Вишгороді. Почесний громадянин міста.

## Цікаво знати
- З початком інтенсивної забудови міста у другій половині XX століття, на місцях будівництва знаходили безліч археологічних пам'яток часів Київської Русі, серед яких були 18 гончарних горнів. Вони були розчищенні, досліджені, сфотографовані, після чого — знищені. На сьогодні залишився лише один такий гончарний центр, який було збережено археологами.

|                                                            |  |  |
| Ювілейна монета НБУ номіналом 5 грн., присвячена Вишгороду |  |  |

- 30 серпня 2016 року НБУ ввів в обіг ювілейну монету номіналом 5 гривень, присвячену Вишгороду.

## Міста-побратими
| Країна             | Місто   | З року |
| ------------------ | ------- | ------ |
| Франція            | Сан     | 1999   |
| Німеччина          | Леррах  | 2001   |
| Німеччина          | Айхенау | 1973   |
| Північна Македонія | Делчево | 2002   |
| Польща             | Вишкув  | 2007   |
| Естонія            | Раквере | 2008   |
| Україна            | Канів   | 2012   |

## Галерея
|                                      |
| Пам'ятний знак Київській ГЕС і ГАЕС. |

|                                             |
| Фонтан-пам'ятник правителям Київської Русі. |

|                                         |
| Церква Святих Бориса і Гліба (Вишгород) |

|                                 |
| Собор Вишгородської Богородиці. |

|                                                           |
| Вишгородська набережна і південна частина захисного валу. |

|                   |
| Готель «Узмор'я». |

|                                          |
| Пам'ятник воїнам полеглим в Афганістані. |

|                       |
| Проспект Івана Мазепи |

## Пам'ятники

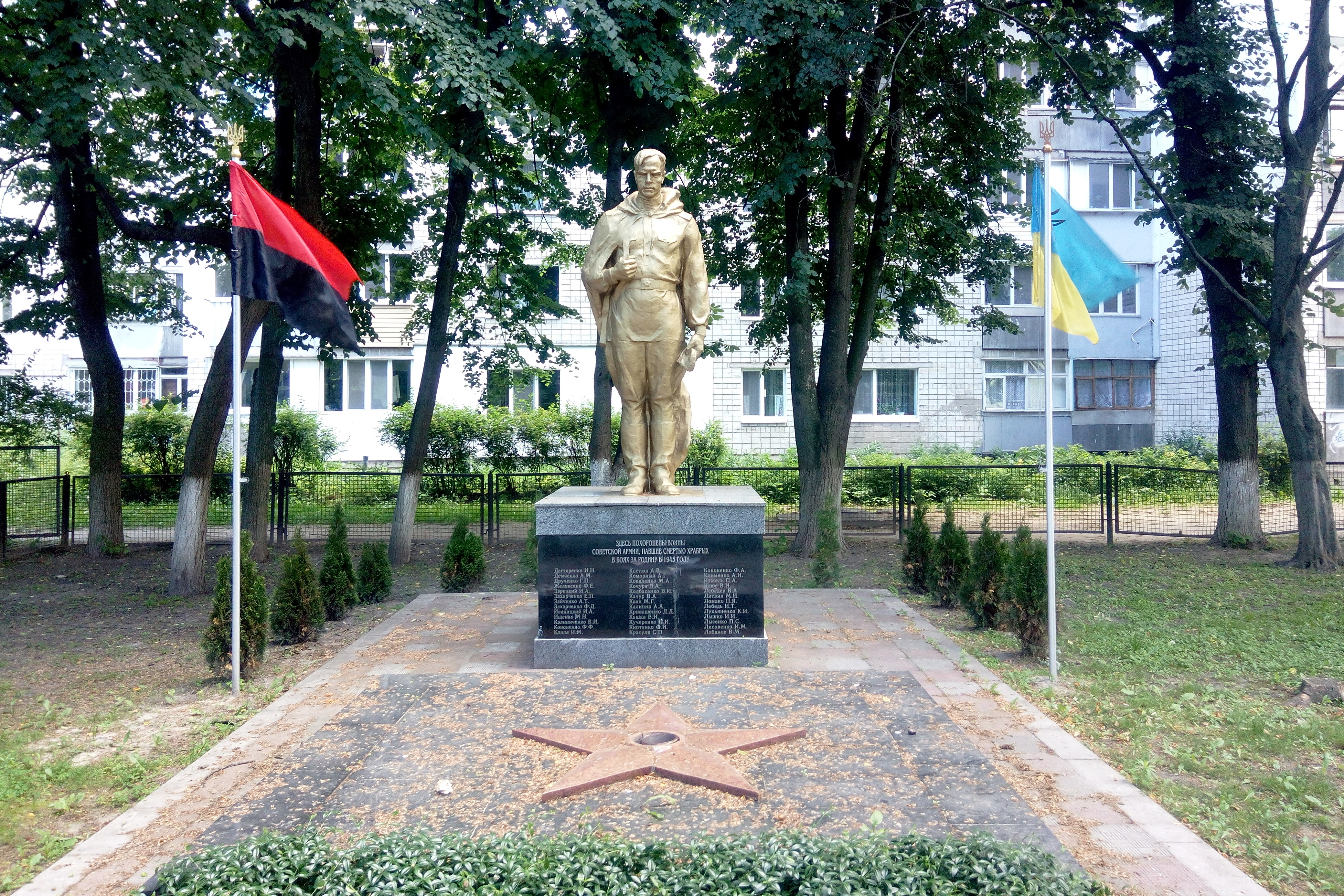
Військовий меморіал "Братська могила 155 воїнів Радянської Армії"
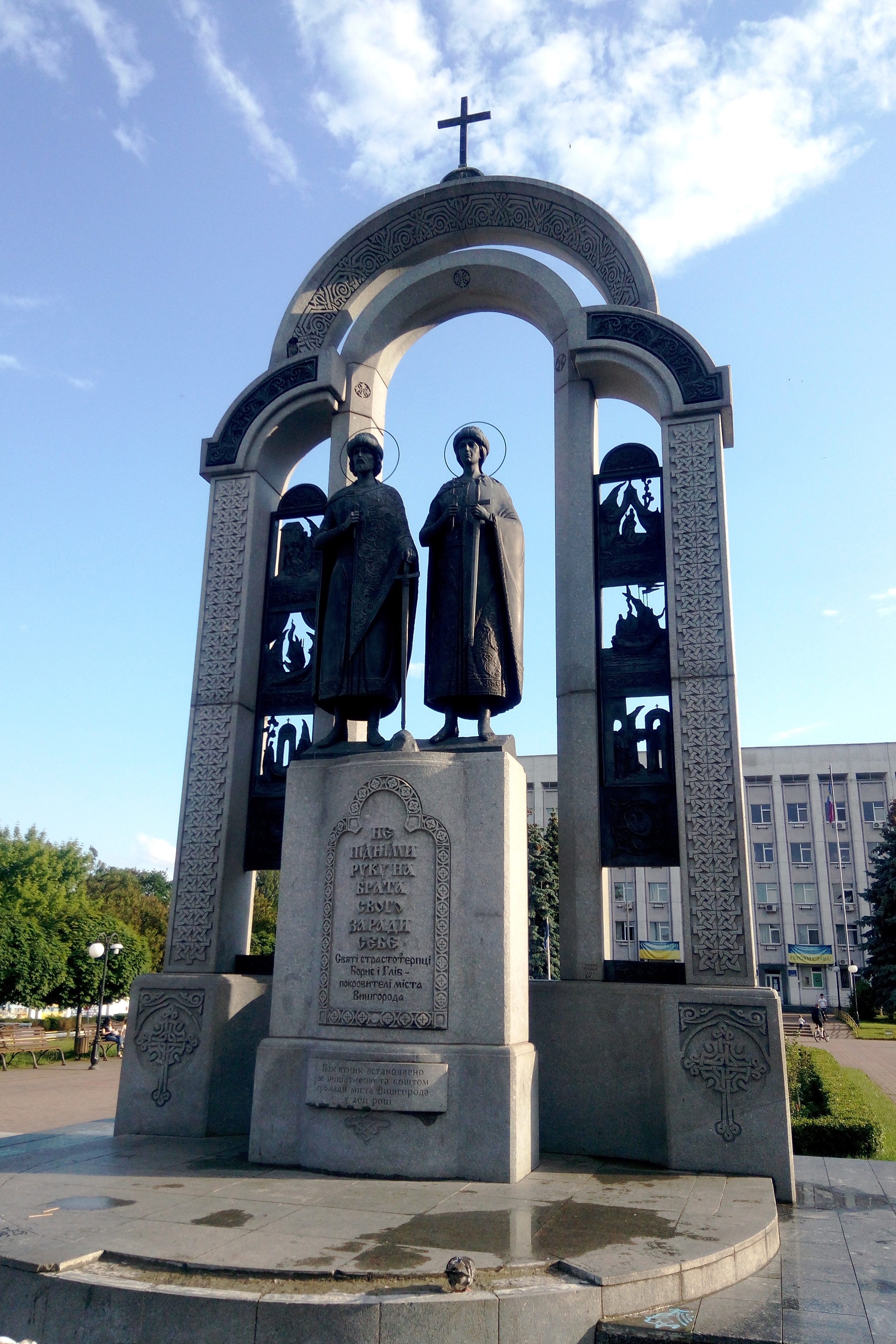
Пам'ятник Святим страстотерпцям Борису і Глібу
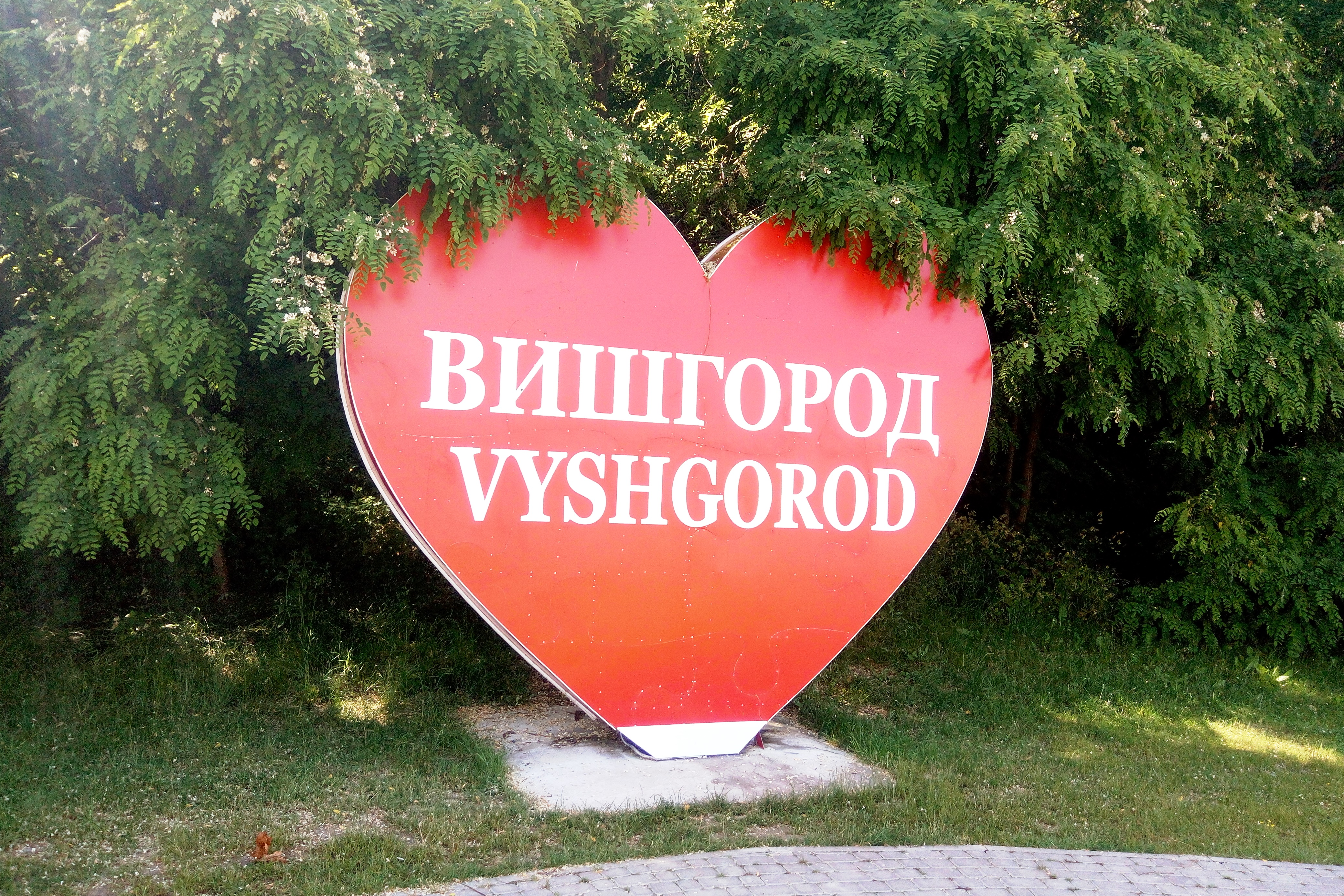
Артоб'єкт "Я кохаю Вишгород"
Меморіал жертв Голодомору 1932-1933 р.р.